# Ткачик рудоголовий

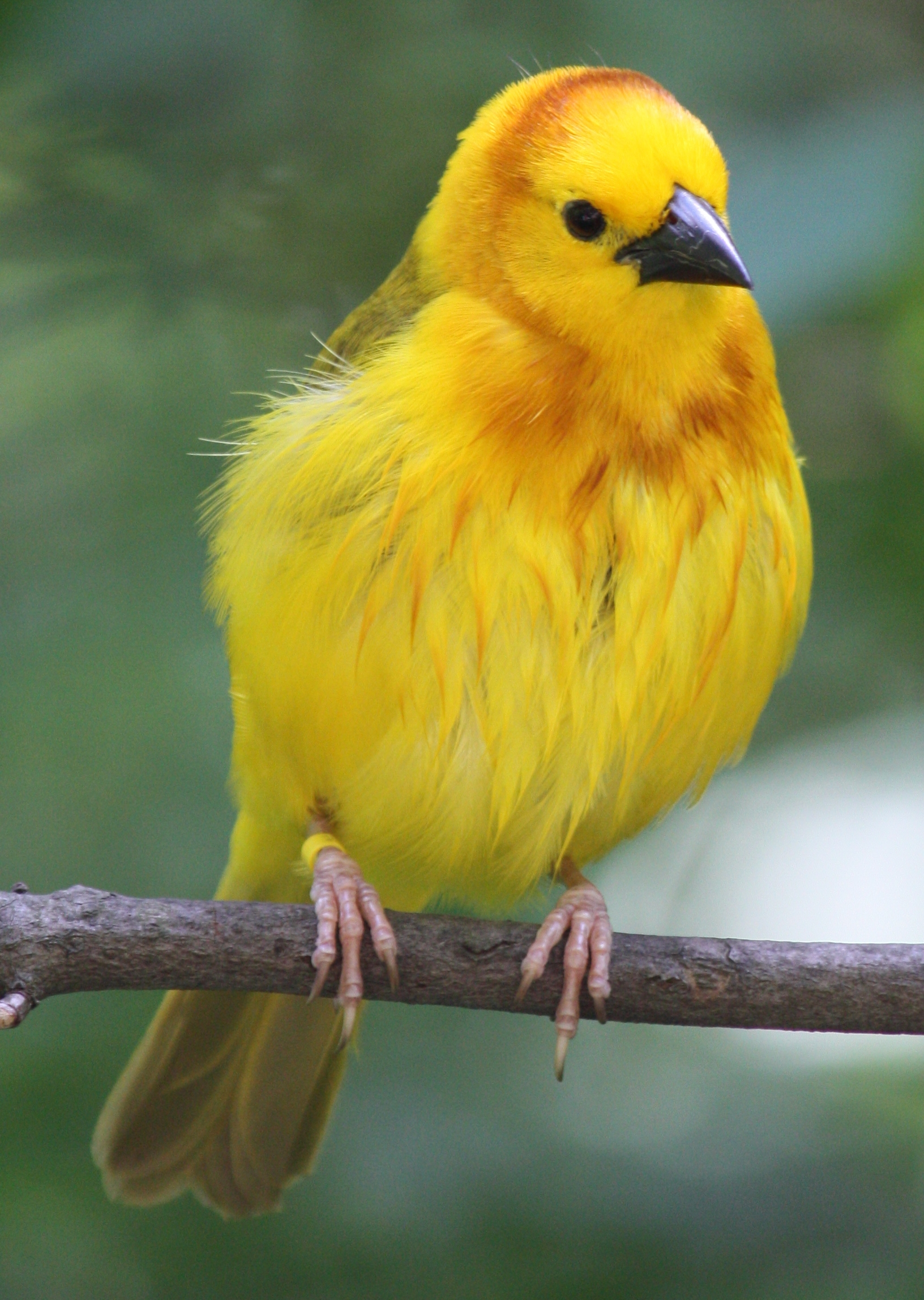
Рудоголовий ткачик

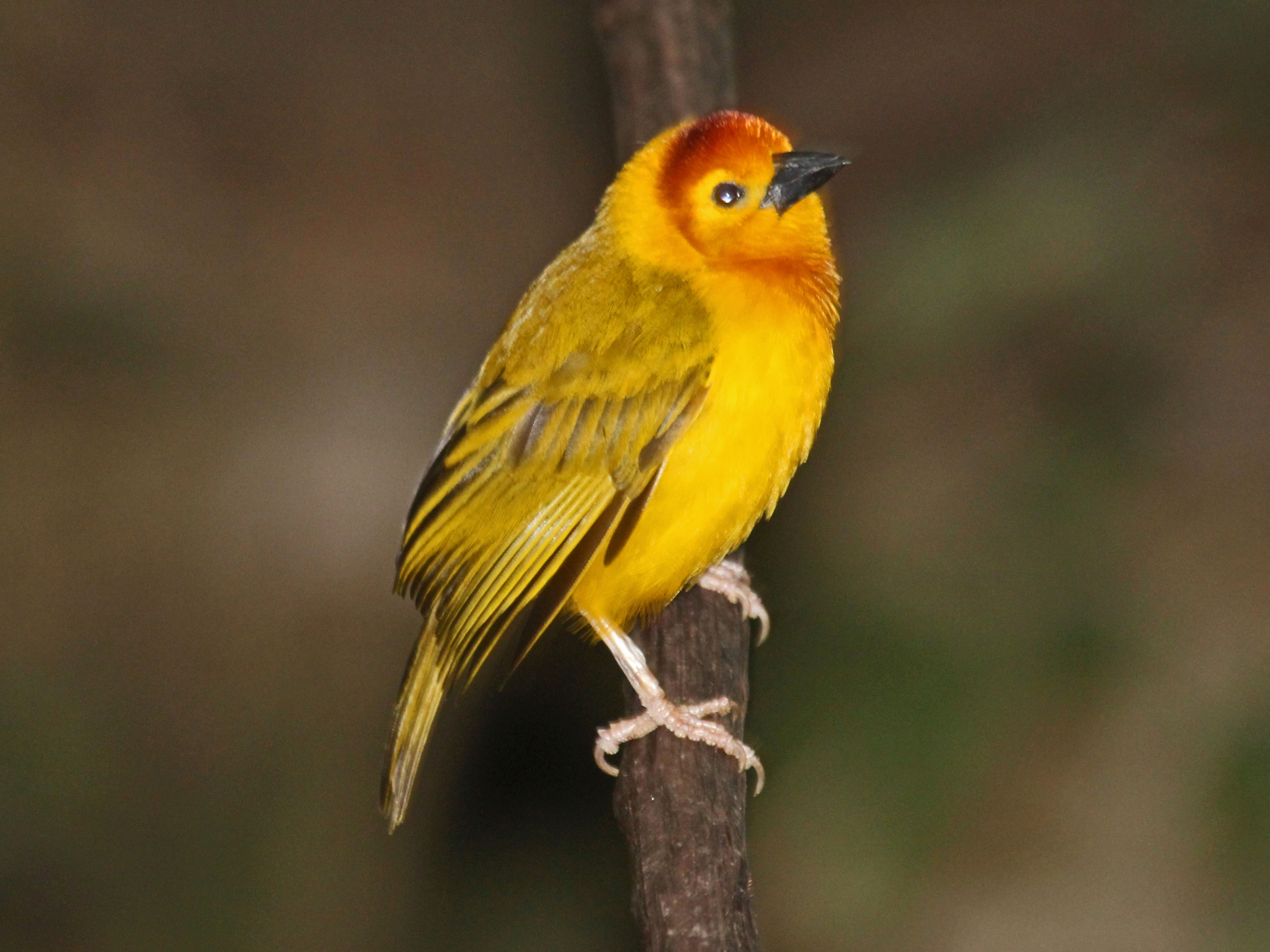
Рудоголовий ткачик

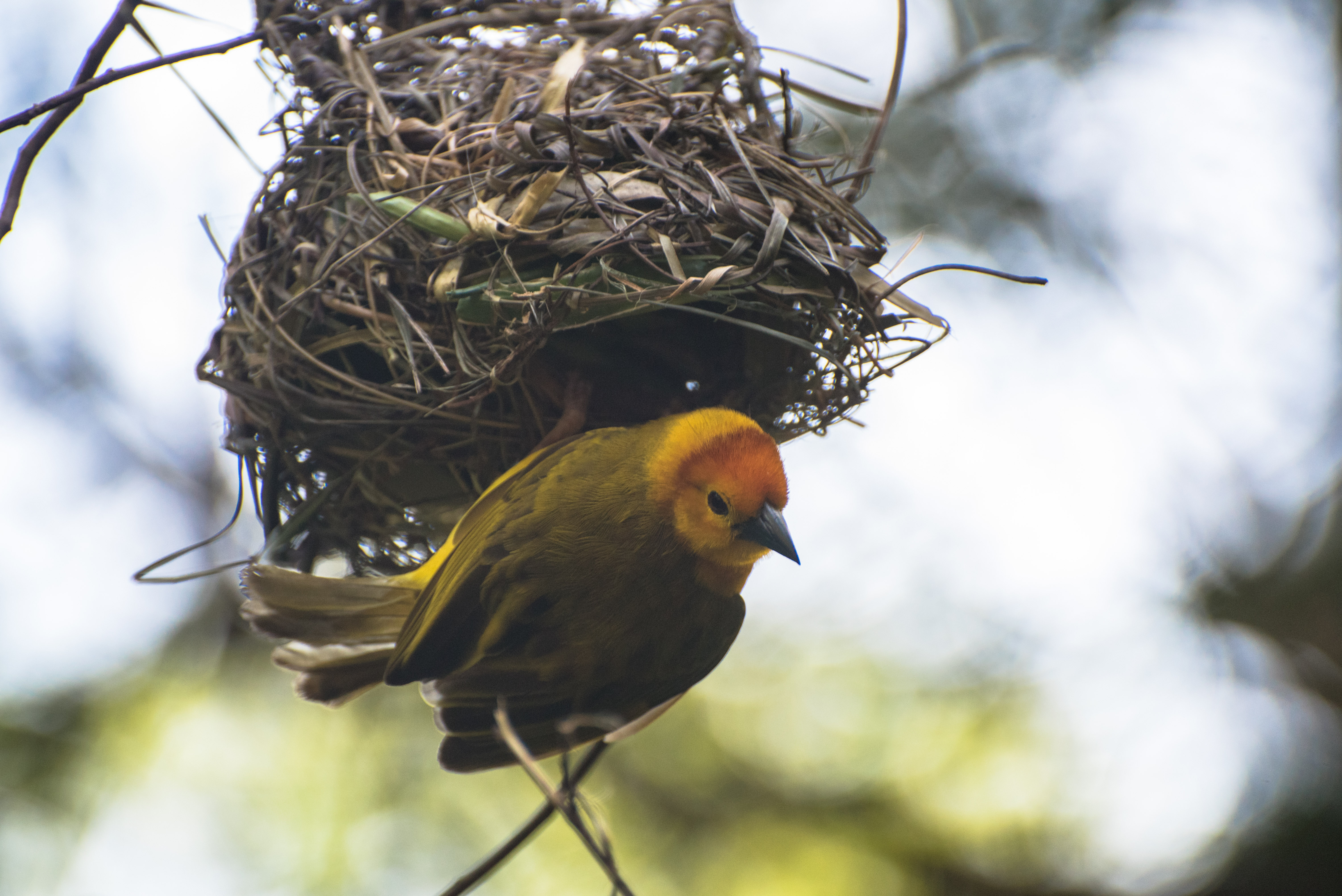
Рудоголовий ткачик біля гнізда

Тка́чик рудоголовий (Ploceus castaneiceps) — вид горобцеподібних птахів ткачикових (Ploceidae). Мешкає в Кенії і Танзанії.

## Опис
Довжина птаха становить 14 см, вага 18-24 г. Забарвлення переважно жовте, крила і хвіст зеленуваті, у самців голова і груди мають іржасто-рудуватий відтінок, у самиць над очима світлі "брови", верхня частина тіла має оливковий відтінок і поцяткована світлими смугами. Очі карі, дзьоб у самців чорний, у самиць сірий, знизу світліший.

## Поширення і екологія
Рудоголові ткачики мешкають на південному сході Кенії та на північному сході Танзанії. Вони живуть у вологих саванах, на болотах та в сухих тропічних лісах, рідколіссях і чагарникових заростях. Зустрічаються зграями, на висоті від 250 до 1500 м над рівнем моря. Живляться насінням і комахами. Гніздяться колоніями. В кладці від 2 до 3 блискучих, темних, оливково-зелених яєць.